# Karl Ludwig Ferdinand Sallentien
Karl Ludwig Ferdinand Sallentien (* 22. Oktober 1780 in Cattenstedt; † 16. April 1848 in Braunschweig) war ein deutscher lutherischer Theologe. Er war General- und Stadtsuperintendent in Braunschweig.

## Leben
Der aus einer Salzburger Emigrantenfamilie stammende Sallentien studierte an der Universität Helmstedt. Er war ab 1800 als Hauslehrer tätig, wurde 1808 Pastor in Veltheim (Ohe) und 1814 in Süpplingen. Im Jahre 1819 ging er als Pastor an die Martinikirche ein Braunschweig. Er wurde 1839 mit der Würde eines Abtes des Klosters Mariental ausgezeichnet. Sallentien verwaltete die Stadtsuperintendentur ab 1840 übergangsweise, bevor er 1843 General- und Stadtsuperintendent in Braunschweig wurde.
Sallentien war in erster Ehe mit Sophia Henriette geb. Heusinger (1784–1818), Tochter des Altphilologen Konrad Heusinger, verheiratet. In zweiter Ehe war er mit Friederike Charlotte, der Tochter des Theologen Johann Carl Friedrich Witting, verheiratet. Aus der Ehe gingen vier Kinder hervor, unter anderem der Theologe Karl Heinrich Ludwig Eduard Sallentien.